# 水谷拓磨
水谷 拓磨（みずたに たくま、1996年4月24日 - ）は、静岡県静岡市駿河区出身のプロサッカー選手。Jリーグ・ブラウブリッツ秋田所属。ポジションはミッドフィールダー、ディフェンダー。
豊富な運動量と多彩なキックが魅力。ゴールキーパーとセンターバック以外であればどこでもプレー可能なユーティリティープレイヤー。

## 来歴
清水エスパルスジュニアユースでは、中学校3年時に飛び級でユースのプレミアリーグEASTの試合に出場していた。昇格したユースでは高校1年からチームの主力として活躍。2011年より各年代別の日本代表に選出され、2013年には2013 FIFA U-17ワールドカップのメンバー入りを果たした。代表では背番号「10」を背負い、サイドバックとしてグループリーグ3試合に出場し、チームの16強入りに貢献した。
2014年9月、2015年シーズンからのトップチーム昇格内定が発表された。セレッソ大阪戦で1アシストを記録。
2016年6月、U-17日本代表時代の監督だった吉武博文が監督を務めるFC今治へ期限付き移籍、全国地域サッカーチャンピオンズリーグ三菱自動車水島戦で1アシスト。2017年奈良クラブ戦で後半アディショナルタイムにミドルシュートを突き刺し得点した。
2018年1月、期限付き移籍より復帰した。
2019年12月26日、J3・AC長野パルセイロへの完全移籍が発表され、讃岐戦でJ初得点。2021年は、藤枝戦、宮崎戦、鳥取戦でスコア。2022年は相模原戦、沼津戦でゴール、主将を務めた。
2022年12月12日、ブラウブリッツ秋田への完全移籍が発表された。足元の技術を生かして、攻撃に変化をつけることができ、サイド攻撃にプラスして、中央からの攻撃を出せると語る。第5節水戸戦で三上に代わって先発し、中村ゾーンからのクロスを合わせてゴールした。スタメン定着後は、プレイスキッカーを任されている。

## 所属クラブ
- 城北SSS / エスパルスサッカースクール（静岡市立城北小学校）
- 清水エスパルスジュニアユース（静岡市立観山中学校）
- 清水エスパルスユース（静岡大成高等学校）
  - 2014年  清水エスパルス（2種登録選手）
- 2015年 - 2019年  清水エスパルス
  - 2016年6月 - 2017年  FC今治（期限付き移籍）
- 2020年 - 2022年  AC長野パルセイロ
- 2023年 -  ブラウブリッツ秋田

## 個人成績
| 国内大会個人成績 | 国内大会個人成績 | 国内大会個人成績 | 国内大会個人成績 | 国内大会個人成績 | 国内大会個人成績 | 国内大会個人成績 | 国内大会個人成績 | 国内大会個人成績 | 国内大会個人成績 | 国内大会個人成績 | 国内大会個人成績 |
| 年度             | クラブ           | 背番号           | リーグ           | リーグ戦         | リーグ戦         | リーグ杯         | リーグ杯         | オープン杯       | オープン杯       | 期間通算         | 期間通算         |
| 年度             | クラブ           | 背番号           | リーグ           | 出場             | 得点             | 出場             | 得点             | 出場             | 得点             | 出場             | 得点             |
| 日本             | 日本             | 日本             | 日本             | リーグ戦         | リーグ戦         | リーグ杯         | リーグ杯         | 天皇杯           | 天皇杯           | 期間通算         | 期間通算         |
| ---------------- | ---------------- | ---------------- | ---------------- | ---------------- | ---------------- | ---------------- | ---------------- | ---------------- | ---------------- | ---------------- | ---------------- |
| 2014             | 清水             | 34               | J1               | 6                | 0                | 0                | 0                | 3                | 0                | 9                | 0                |
| 2015             | 清水             | 34               | J1               | 5                | 0                | 4                | 0                | 1                | 0                | 10               | 0                |
| 2016             | 清水             | 34               | J2               | 0                | 0                | -                | -                | -                | -                | 0                | 0                |
| 2016             | 今治             | 10               | 四国             | 4                | 0                | -                | -                | 1                | 0                | 5                | 0                |
| 2017             | 今治             | 19               | JFL              | 16               | 1                | -                | -                | 1                | 0                | 17               | 1                |
| 2018             | 清水             | 32               | J1               | 3                | 0                | 0                | 0                | 0                | 0                | 3                | 0                |
| 2019             | 清水             | 15               | J1               | 1                | 0                | 6                | 0                | 2                | 0                | 9                | 0                |
| 2020             | 長野             | 17               | J3               | 32               | 1                | -                | -                | -                | -                | 32               | 1                |
| 2021             | 長野             | 7                | J3               | 28               | 3                | -                | -                | 2                | 1                | 30               | 4                |
| 2022             | 長野             | 7                | J3               | 31               | 2                | -                | -                | 0                | 0                | 31               | 2                |
| 2023             | 秋田             | 7                | J2               | 32               | 1                | -                | -                | 1                | 0                | 33               | 1                |
| 2024             | 秋田             | 7                | J2               | 23               | 0                | 0                | 0                | 1                | 0                | 24               | 0                |
| 2025             | 秋田             | 7                | J2               |                  |                  |                  |                  |                  |                  |                  |                  |
| 通算             | 日本             | 日本             | J1               | \|15             | 0                | 10               | 0                | 6                | 0                | 31               | 0                |
| 通算             | 日本             | 日本             | J2               | 55               | 1                | 0                | 0                | 2                | 0                | 67               | 1                |
| 通算             | 日本             | 日本             | J3               | 91               | 6                | -                | -                | 2                | 1                | 93               | 7                |
| 通算             | 日本             | 日本             | JFL              | 16               | 1                | -                | -                | 1                | 0                | 17               | 1                |
| 通算             | 日本             | 日本             | 四国             | 4                | 0                | -                | -                | 1                | 0                | 5                | 0                |
| 総通算           | 総通算           | 総通算           | 総通算           | 181              | 8                | 10               | 0                | 12               | 1                | 203              | 9                |

- 2014年は2種登録選手

その他の公式戦
| 2015   | J-22   | -      | J3     | 3 | 0 | 3 | 0 |
| 通算   | 日本   | 日本   | J3     | 3 | 0 | 3 | 0 |
| 総通算 | 総通算 | 総通算 | 総通算 | 3 | 0 | 3 | 0 |

出場歴
- Jリーグ初出場 - 2014年8月30日 J1第22節 vsサガン鳥栖（ベストアメニティスタジアム）
- Jリーグ初得点 - 2020年11月15日 明治安田生命J3第27節 対カマタマーレ讃岐(Pikaraスタジアム)

## タイトル

### クラブ
清水エスパルスジュニアユース
- 日本クラブユースサッカー選手権 (U-15)大会 (2010年、2011年)
- 東海地域リーグ (U-15) (2010年、2011年)

### 代表
U-16日本代表
- AFF U-16ユース選手権 (2012年)

## 代表歴
- U-15日本代表
  - AFC U-16選手権2012 (予選)
- U-16日本代表
  - 2012 AFF U-16ユース選手権
  - AFC U-16選手権2012
- U-17日本代表
  - 2013 FIFA U-17ワールドカップ
- U-18日本代表
- U-19日本代表

## トリヴィア・人物・エピソード
- カレー、肉団子、カフェが好き[21]。